# 濱海龍屬
濱海龍屬，為輻鰭魚綱棘背魚目海龍科的其中一屬。

## 下属物种
- 側條濱海龍（Bhanotia fasciolata）
- 裸濱海龍（Bhanotia nuda）
- 少輻濱海龍（Bhanotia pauciradiata）